# Planeta zatracených
Planeta zatracených (anglicky Planet of the Damned) je vědeckofantastický román amerického spisovatele Harryho Harrisona vydaný v roce 1962. Ještě předtím vyšel jako třídílný seriál na pokračování pod názvem Sense of Obligation v září, říjnu a listopadu roku 1961 v americkém časopise Analog Science Fiction and Fact.

Je to také úvodní díl knižní série Brion Brandd. Román byl v roce 1962 nominován na cenu Hugo, ale nezvítězil.
První české vydání zrealizovalo brněnské nakladatelství Návrat (ISBN 80-86139-05-0) v roce 1997.

## Námět
Hrozí válečný konflikt mezi dvěma světy, které sdílí stejnou hvězdu. Vůdci barbarské planety Dis – magterové, požadují bezvýhradnou kapitulaci a odmítají další vyjednávání. Vyhrožují bombardováním své sousedské planety kobaltovými bombami. Vyspělejší planeta Nyjord reaguje hrozbou preemptivního jaderného útoku. Čas ubíhá a je na Brionu Branddovi, aby zabránil katastrofě.

## Česká vydání
- Planeta zatracených, Návrat, Brno, 1997, 1. vydání, překlad Šárka Bartesová, brožovaná vazba, 184 stran, ISBN 80-7174-711-4
- Planeta zatracených, Návrat, Brno, 2004, 2. vydání, překlad Šárka Bartesová a Tomáš Suchánek, brožovaná vazba, 189 stran, ISBN 80-7174-587-1